# 史 (官職)
史是漢字文化圈古代官職，其功能在不同年代配以不同職稱可能有所不同。根據不同的背景，可以分別被理解為記錄官、檔案官、歷史記錄官、歷史學家、文書、秘書、天文學家、禮儀管理者等。